# La Cabanya (Moià)
La Cabanya és una masia del municipi de Moià, a la comarca catalana del Moianès. És al nord de la vila, en el sector proper al terme municipal de l'Estany, pertanyent a l'antic poble rural de Ferrerons. És a la carena de la Foguerola, un contrafort nord-occidental del Puig Rodó, a la dreta del Torrent Mal de la Cabanya i a l'esquerra del Torrent Mal del Riu. Es va construir al segle xviii.

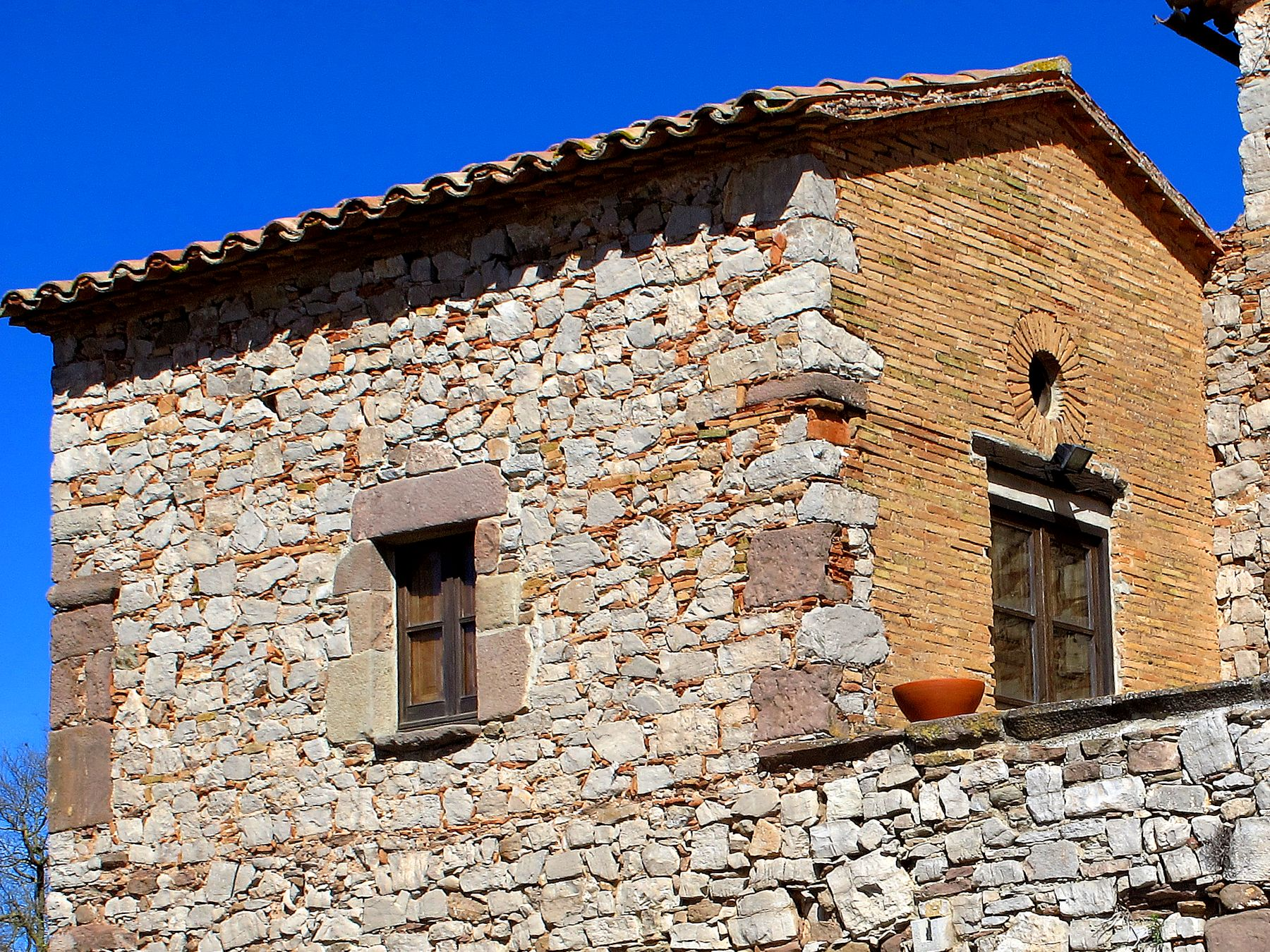
Sta. Anna de la Cabanya

Hi ha la capella de Santa Anna de la Cabanya, d'una sola nau.